# Presbiterianismo no Piauí
O Presbiterianismo é a terceira maior família denominacional protestantes históricas no Estado do Piauí (atrás dos batistas e adventistas), correspondendo a 0,07% da população do Estado. Todavia, é o Estado com o segundo menor percentual de presbiterianos no país, embora seja um grupo crescente na região por conta das missões realizadas.

## História
O Presbiterianismo chegou ao Piauí por meio do missionário chamado George William Butler, que nasceu na Geórgia (Estados Unidos). George veio para o Brasil em 1883, era médico e missionário, enviado pela Igreja Presbiteriana nos Estados Unidos (conhecida como Igreja Presbiteriana do Sul). O missionário veio acompanhado de sua esposa a Sra. Rena Humphrey Butler, inicialmente para Recife (Pernambuco) e em 1883 mudou-se para São Luís (Maranhão) contribuindo para a plantação de igrejas em diversas cidades de forma que o seu trabalho foi fundamental para o surgimento do Presbiterianismo no Nordeste do Brasil.
Em 1887, Butler chegou a Teresina, onde ficou bem conhecido como pregador e obteve grande apreço da população local. Todavia, seu trabalho na cidade gerou a oposição dos líderes católicos, como em outras cidade. O missionário voltou para São Luís, mas deixou na cidade um grupo que posteriormente formou a primeira congregação presbiteriana no Estado.
Após a Proclamação da República, mudaram-se para Teresina muitos protestantes, dentre os quais Francisco Philadelpho de Souza Pontes, que era presbiteriano, vindo de Pernambuco. Ele trabalhou na distribuição de bíblias e fundou a congregação presbiteriana em Teresina, formada por muitos dos membros do grupo que acompanhou Butler.
No início da década de 1900, outro missionário presbiteriano esteve em Teresina, William M. Thompson. A partir de 1915 a congregação em Teresina, foi assistida pelo Reverendo Otávio Costa da cidade de Caxias, que visitava mensalmente a congregação, que na época tinha 47 membros professos. Em 1936 a congregação foi organizada como Primeira Igreja Presbiteriana de Teresina.
O trabalho de missionários coreanos e a Junta de Missões Nacionais (IPB) foram marcantes na plantação de igrejas nas décadas seguintes. O Rev. Sung Il Kang, enviado pela Igreja Presbiteriana da Coréia (TongHap) foi o responsável pela fundação do Instituto Bíblico do Nordeste em 1992. O Instituto cresceu e tornou-se o Seminário Teológico do Nordeste em 1995.
Em 2002 o SPN foi recebido pela Igreja Presbiteriana do Brasil na Reunião Ordinária do seu Supremo Concílio. Desde então está sob a jurisdição da Junta Regional de Educação Teológica Norte e Nordeste da Igreja Presbiteriana do Brasil.

## Igreja Presbiteriana do Brasil

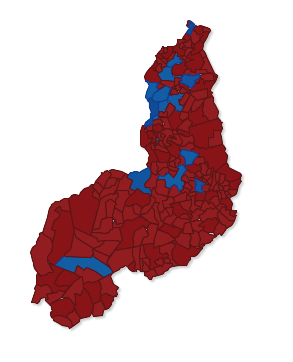
Mapa de municípios com igrejas federadas a Igreja Presbiteriana do Brasil no Piauí

A Igreja Presbiteriana do Brasil (IPB) é a maior denominação presbiteriana do Piauí, com cerca de 30 igrejas e congregações. 
Tem atualmente no Estado, 1 de seus 84 sínodos, o Sínodo Piauí, que abrange todas as igrejas no Estado.
A Junta de Missões Nacionais trabalha com missões no Piauí nos municípios de: Altos, Oeiras, Barras, Esperantina, Bom Jesus e Teresina. Outros municípios com igrejas federadas a IPB são: Floriano, Picos, Valença do Piauí, Demerval Lobão, José de Freitas, Piripiri, Campo Maior, União e Parnaíba.
A IPB tem um dos seus oito seminários no Piauí, o Seminário Teológico do Nordeste. Segundo relatório da Comissão Executiva do Supremo Concílio da Igreja Presbiteriana do Brasil, o Seminário Teológico do Nordeste teve o melhor resultado no Exame Nacional de Formados entre todos os 8 seminários da Igreja Presbiteriana do Brasil em 2009 e possui uma biblioteca com mais de 4.000 volumes.

## Igreja Presbiteriana Independente do Brasil
A Igreja Presbiteriana Independente do Brasil tem uma igreja federara em Teresina, organizada em 1984.

## Outras denominações presbiterianas
A Igreja Presbiteriana Conservadora do Brasil, Igreja Presbiteriana Fundamentalista do Brasil e Igreja Presbiteriana Unida do Brasil, não têm igrejas federadas no Piauí.